# Walt Disney Records
Walt Disney Records är ett skivbolag grundat 1956 av Roy O. Disney och Jimmy Johnson. Bolaget ägs av Walt Disney Company och ingår i Disney Music Group tillsammans med, Hollywood Records, Lyric Street Records, Mammoth Records, Buena Vista Records och Disney Sound.
Walt Disney Records är förutom ett vanligt skivbolag specialiserat på ljudböcker, samt soundtrack till olika Disney-serier. De starkaste varumärkena är Miley Cyrus Hannah Montana, samt High School Musical.
Företaget ligger även bakom artister såsom Mary Martin, Louis Armstrong, Louis Prima, Jerry Colonna, Nikka Costa och Phil Harris för att nämna några.
Artister i nuläget (januari 2021)
- Selena Gomez
- Vanessa Hudgens
- They Might Be Giants
- Miley Cyrus
- DCappella
- Disney Channel Circle of Stars